# Coanegra

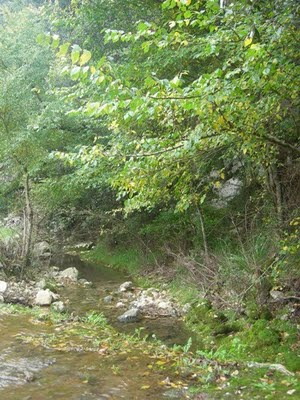
Indret de la Vall de Coanegra

Coanegra és una contrada i vall del terme de Santa Maria del Camí a Mallorca. La vall comença al barranc format pel Torrent des Freu i s'allargassa entre les elevacions de Sa Comuna, amb una cota màxima de 819 m. dins el terme de Bunyola, per un costat, i les que a partir de la Talaia de Cals Reis, amb una altitud màxima de 769 m. dins el terme d'Alaró, s'orienten cap al sud amb el Puig de Son Guitard (531 m) i el Puig de Son Agulla (512 m). La vall s'orienta de nord-oest a sud-est i és solcada pel Torrent de Coanegra, també dit Torrent des Freu, que rep cursos menors coms els de Ses Covasses, Comellar des Cocó Pequer, Comellar des Bous, Comellar de Can Millo, es Clot des Guix, S'Estret, etc. El clima hi és subhumit amb unes precipitacions mitjanes de 700 mm. La vall, en la seva major part, està coberta de pinars i garriga, amb zones d'alzinar. En el fons de la vall hi la franja de terres conrades formada per cultius de secà i petits horts regats per la Síquia de Coanegra.
Dins la vall hi destaquen tres cavitats naturals importants: es Bufador de Son Berenguer, s'Avenc de Can Millo i s'Avenc de Son Pou.

## Etimologia
Nom de procedència romànica preàrab a partir de cova, amb pèrdua de la v intervocàlica, i negra, probablement a causa de la notorietat de s'Avenc de Son Pou.

## Història
A la contrada hi són presents restes talaiòtiques, romanes i àrabs. Després de la Conquesta de Mallorca de 1229 passà a mans de Bernat de Santa Eugènia i més tard a Guillem de Montgrí. El 1271 aquestes terres foren adquirides per l'infant Jaume. Al llarg del segle xiii el nom de Coanegra designava una àrea molt més gran que la vall actual, abastant tot el nord del terme de Santa Maria del Camí a partir del Camí d'Inca a la ciutat.
En els documents medievals es documenta l'existència de nou molins d'aigua fariners que mantingueren la seva activitat fins al segle xix i XX. A la contrada no hi ha hagut mai cap nucli de poblament més enllà de les alqueries i possessions, encara que l'actual possessió de Son Torrella en el segle xv fou anomenada Coanegra. Tampoc no hi ha existit mai cap temple, ja que la  Parròquia de Santa Maria del Camí sempre ha estat ubicada en el lloc on ara es troba. Les possessions més significatives han estat: Son Torrella, Son Palou, Son Berenguer, Son Agulla, Es Celleràs, Son Oliver, Son Mates de Coanegra, la Bassa de Cas Barreter, Son Roig, Can Millo (Son Farrí), Can Morei (Son Far) i Son Pou.